# Pepi I.
Pepi I. Meryre (2332. pr. Kr. - 2283. pr. Kr.) bio je treći faraon Šeste egipatske dinastije. Njegovo ime Meryre znači "voli ga Ra".
Pepi je bio sin Tetija i Iput I. Trebala mu je potpora moćnih pojedinaca u Gornjem Egiptu kako bi svrgnuo uzurpatora Userkarea, ubojicu svojega oca te tako ostvario svoje pravo na prijestolje. Nakon toga će te osobe postati važan faktor na njegovom dvoru i dvije njegove kraljice su bile kćeri njegovih gornjoegipatskih vezira. Vladavinu Pepija I. označilo je agresivno širenje u Nubiju, širenje trgovine do udaljenih područja Libanona i somalijske obale, ali i rast moći plemstva. Jedan od kraljevih službenika po imenu Weni u njegovo se ime borio u Aziji. Njegov zagrobni kompleks dao je ime Memfisu. 

## Duljina vladavine
Analiza oštećenog analskog dokumenta 6. dinastije - Kamena iz Južne Saqqare - daje mu vladavinu od oko 48-49 godina, ali za to nema potvrde u Torinskom popisu kraljeva koji mu pripisuje 44 godine, prema analizi koju je napravio Kim Ryholt. Potonja se brojka čini bližom istini jer bi upućivala na to da se popis stoke, osnova datiranja u doba Pepija I., nije uvijek održavao u razmaku od dvije godine. Da je tako, upućuje slavni natpis Godina nakon 18. popisa, 3. mjesec Shemu dan 27 iz Wadi Hammamata br. 74-75 koji spominje "prvo slavlje Heb Sed" u toj godini za Pepija (prema Spalingeru, to bi bila Godina 36. ako se primjenjivao dvogodišnji sustav). Ova informacije je važna jer se Gozba Heb Sed slavila u 30. godini kraljeve vladavine; ako je Pepi I. primjenjivao dvogodišnji sustav brojenja, natpis bi se umjesto toga datirao na 15. popis.  
Najkasniji datum vladavine Pepija I. je Godina 25. popisa, 1. mjesec Akhet dan (izgubljen) iz Hatnubskog natpisa br.3. Kamen iz Južne Saqqare također potvrđuje da je posljednja godina Pepija I. bio 25. popis.

## Brakovi
Supruge Pepija I.:
- Ankhesenpepi I.
- Ankhesenpepi II.
- Meritites IV.
- Nubuenet
- Inenek-Inti
- Nedžeftet

## Vanjske poveznice
- (engl.) The South Saqqara Stone: Sixth Dynasty Annals
- (engl.) Pepi I: Second king of the Sixth Dynasty